# Vitali Malahov
Vitali Iohîmovîci Malahov (în ucraineană Віта́лій Юхи́мович Мала́хов; n. 19 iulie 1954, Liov, RSS Ucraineană, URSS – d. 4 noiembrie 2021, Kiev, Ucraina) a fost un regizor ucrainean de teatru, laureat cu Premiul Național Ucrainean Taras Șevcenko, artist al poporului din Ucraina. A fost director artistic al Teatrului Academic Dramatic Podil din Kiev.

## Biografie
Din 1963 a lucrat în studioul tinerilor prezentatori de la postul de radio ucrainean.
A urmat studii la Facultatea de Regie de Teatru a Institutului de Teatru Ivan Karpenko-Karîi (1972-1977).
În 1977 și-a început cariera la Televiziunea Ucraineană.
Din 1978 până în 1979 a activat la Teatrul dramatic rus Lesia Ukrainka din Kiev.
Din 1979 a condus Teatrul de revistă din Kiev.
Din 1985 până în 1987 a lucrat cu trupa sa la Teatrul Tineretului din Kiev.
În 1987 a înființat propriul teatru – Teatrul Dramatic Podil din Kiev.
În prezent este director artistic și administrator al teatrului.

### Familia
Fiica sa este prezentatoarea TV Dașa Маlahova.

## Activitatea teatrală

### Spectacol studențesc
- 1976 — "Mult zgomot pentru nimic" de W. Shakespeare (studioul de teatru studențesc)

#### Teatrul rus de dramă (Riga)
- 1977 — «Левша» de B. Raițer și V. Konstantinov
- 1977 — «Друзья, споем о Беранже» de B. Okudjaev

#### Teatrul Academic Național rus Lesia Ukrainka
- 1978 — «Сказка про Монику» de S. Șaltanis
- 1978 — «Надеяться» de Iu. Șcerbak
- 1984 — «Теплый пепел» de А. Krîm
- 1985 — «Мамаша Кураж» de B. Brecht
- 1985 — «Весь Шекспир за один вечер»
- 2006 — «Количество» de K. Churchill
- 2006 — «Завещание целомудренного бабника» de А. Krîm

#### Teatrul Academic Național de operă și balet T. Șevcenko
- 2010 — «Алеко» de S. Rahmaninov

#### Teatrul Academic Național I. Franko
- 2002 — «Оthello» de W. Shakespeare
- 2010 — «Грек Зорба» de N. Kazantzakis
- 2012 — «Грек Зорба» de N. Kazantzakis
- 2014 — «Про мышей и людей» de J. Steinbeck

#### Teatrul „Atelier-16„
- 2006 — «Самоубийца» de М. Erdman

#### Teatrul Academic rus A.V. Lunacearski din Sevastopol
- 2011 — «Самоубийца» de N. Edman

#### Teatrul Podil
- 1980 — «Я - Киев»
- 1980 — «Ночь чудес» de W. Shakespeare
- 1981 — «Мошенник поневоле» de М. Larni
- 1983 — «Заря и смерть Пабло Неруды» de I. Draci
- 1985 — «Трактирщица»
- 1987 — «Маугли» de R. Kypling
- 1987 — «Нас теперь двое» de F.G. Lorca
- 1987 — «Вертеп» В. Шевчука
- 1988 — «Кабала святош» («Мольер») de М. Bulgakov
- 1989 — «Софокл. Шекспир. Брехт»
- 1989 — «Вертеп» (вторая версия) de V. Șevciuk
- 1990 — «Лекция о Фаусте, прочитанная Виктором Вагнером»
- 1991 — «Сокровища Бахрама»
- 1991 — «Пир во время чумы» de А. Pușkin
- 1993 — «Опера Мафиозо» de V. Stanilov
- 1993 — «Пир во время чумы»(вторая версия) de А. Pușkin
- 1994 — «Яго» de W. Shakespeare
- 1994 — «Ночь чудес»(вторая версия) de W. Shakespeare
- 1998 — «Два анекдоты от Чехова» de А. Cehov
- 1998 — «В степях Украины» А. Корнейчука
- 2001 — «Квартал небожителей» А. Коротко
- 2001 — «Фантазия для рояля в четыре руки» А. Ольмерта
- 2003 — «Сложи слово ВЕЧНОСТЬ» de М. Bulgakov
- 2003 — «Фараоны» А. Коломийца
- 2003 — «Unchiul Vania» de А. Cehov
- 2005 — «Полоумный Журден» de М. Bulgakov
- 2005 — «Мое столетие» de М. Lorans
- 2005 — «Опера Мафиозо» (вторая версия) de V. Stanilov
- 2005 — «Трактирщица» (вторая версия)
- 2006 — «Не могу себе представить, что будет завтра» de T. Williams
- 2006 — «Осень в Вероне, или Правдивая история Ромео и Джульетты» А. Крыма
- 2006 — «Предчувствие Мины Мазайло» М. Кулиша
- 2007 — «Шестеро персонажей в поисках автора» Л. Пиранделло
- 2007 — «Мастер-класс Марии Каллас» Т. МакНелли
- 2007 — «Дворянские выборы» Г. Квитки-Основьяненко
- 2007 — «Дневник молодого врача» de M. Bulgakov
- 2008 — «Вертеп» (третья версия) В. Шевчука
- 2008 — «Откуда берутся дети?» А. Крыма
- 2008 — «Сто тысяч» И. Карпенко-Карого
- 2008 — «Антракт» А. Марданя
- 2008 — «Белая гвардия» de M. Bulgakov
- 2008 — «Летний вечер в раю» С. Щученко
- 2009 — «Количество (Отец и дети)» К. Черчилль
- 2009 — «Игры олигархов» А. Прогнимака
- 2010 — «Шесть черных свечей» Д. Диллон
- 2010 — «Опера Мафиозо» В. Станилов
- 2011 — «На дне» de М. Gorki
- 2011 — «Прошлым летом в Чулимске» de А. Vampilov
- 2013 — «Лебединое озеро. Сумерки.» В. Гуляйченко, Т. Могильник
- 2014 — «Вернисаж на Андреевском»
- 2015 — «Вечно живые» В. Розов [6]
- 2016 — «Сойкино крыло» de I. Franko [7]

## Premii și onoruri
- 1998 — Laureat al premiului „Kiev пектораль” la categoriile „cel mai bun bun spectacol dramatic” și „cel mai bun regizor” (spectacolul În stepele Ucrainei de Oleksandr Korniiciuk)
- 2003 — Laureat al premiului „Kiev пектораль” la categoriile „cel mai bun bun spectacol dramatic” și „cel mai bun regizor” (spectacolul Unchiul Vania de Anton Cehov (Teatrul Podil))
- 2004 — Laureat al premiului „Kiev пектораль” la categoriile „cel mai bun bun proiect artistic” (spectacolul Șoareci și oameni de John Steinbeck (compania de teatru „Beniuk și Hostikoev”) )
- 2005 — Laureat al premiului „Kiev пектораль” la categoriile „cel mai bun spectacol pe scenă mică” (spectacolul Secolul meu de M. Laurence)
- 2008 — artist al poporului din Ucraina
- 2008 — Laureat al Premiului Național al Ucrainei Taras Șevcenko
- 2010 — Laureat al premiului „Kiev пектораль” la categoriile „cel mai bun spectacol dramatic” (spectacolul Zorba Grecul de Nikos Kazantzakis (Teatrul I. Franko))
- 2011 — Laureat al premiului „Kiev пектораль” la categoriile „cel mai bun spectacol dramatic” și „cel mai bun regizor” (spectacolul Vara trecută la Ciulimsk de A. Vampilov (Teatrul Podil))[8]